# Cattleya brymeriana
Cattleya brymeriana är en orkidéart som beskrevs av Heinrich Gustav Reichenbach. Cattleya brymeriana ingår i släktet Cattleya och familjen orkidéer. Inga underarter finns listade i Catalogue of Life.

## Bildgalleri

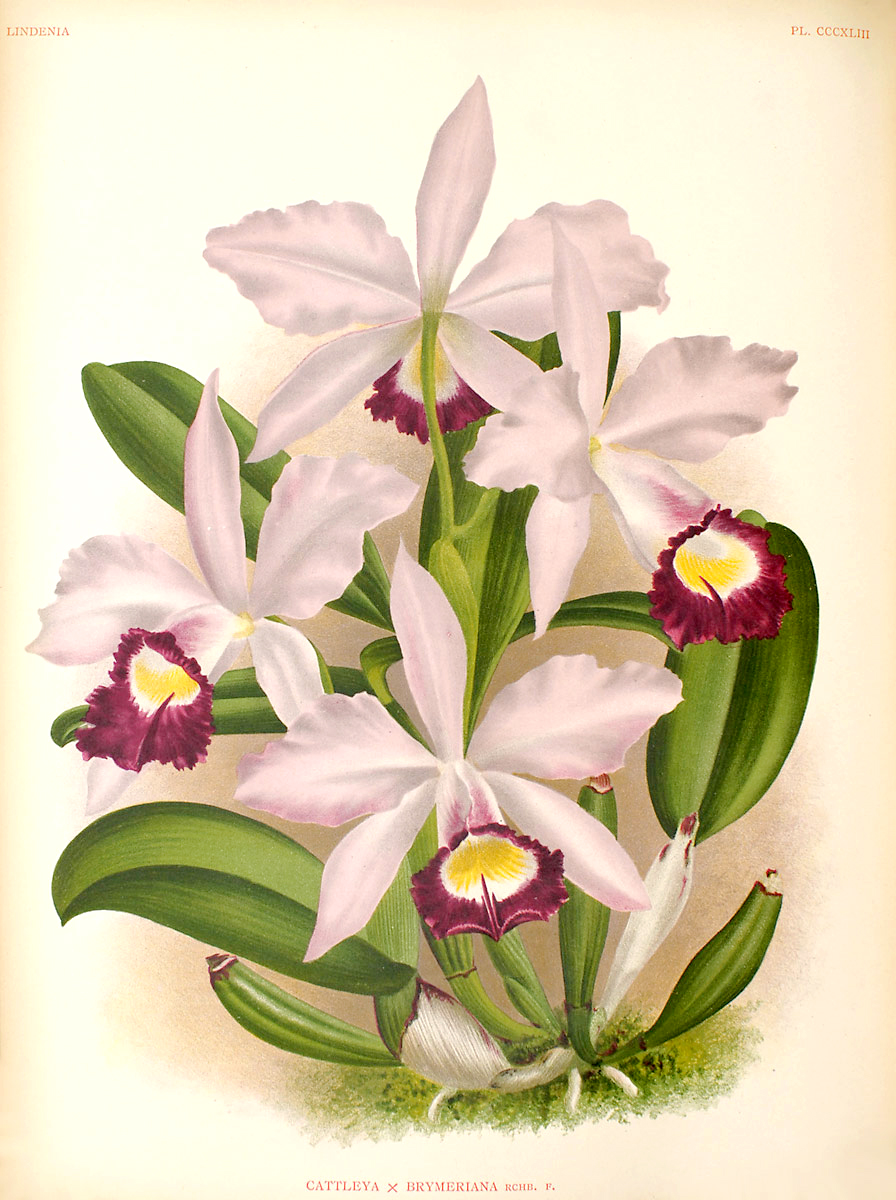